# Ioan Raphael
Ioan Raphael a fost catepan bizantin de Italia pentru o scurtă perioadă, din septembrie până în decembrie 1046.
Ioan Raphael l-a înlocuit din funcția de catepan pe Eustațiu Palatinos și a sosit cu armată de auxiliari varegi în Bari. Dat fiind că varegii nu erau bine priviți de către populația din Bari, Ioan și-a exercitat atribuțiile de guvernator de la Otranto. Perioada catepanatului său a coincis cu remarcarea lui Argyrus ca unul dintre cei mai de succes generali bizantini din Italia.